# Kaidu (fiume)

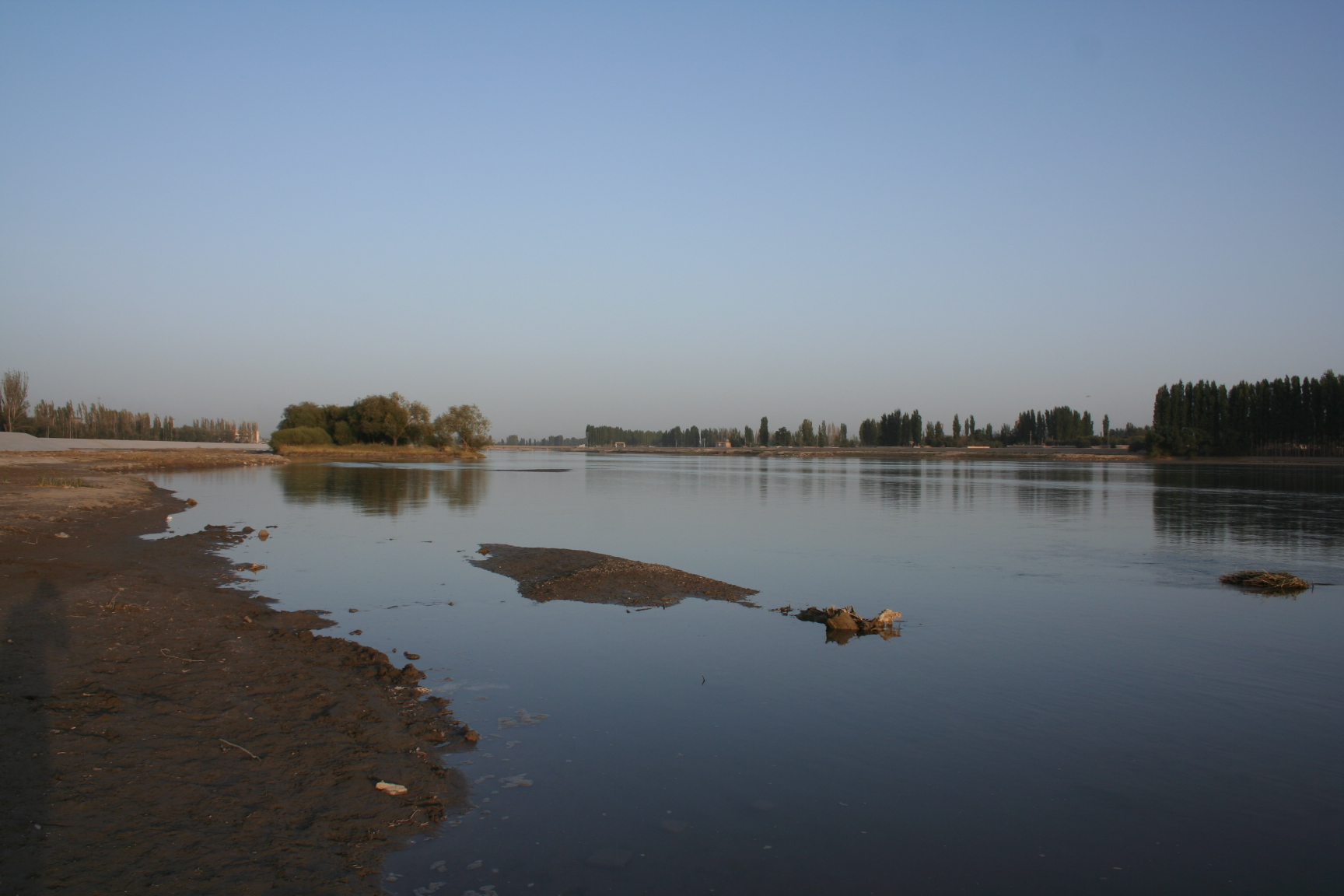
Il fiume Kaidu nel centro cittadino di Yanqi

Il fiume Kaidu (cinese:开|都|河, Kāi|dū|Hé), noto anche con l'antico nome di Liusha (cinese:流|沙|河, Liú|shā|Hé) o Chaidu-gol è un fiume che scorre nello Xinjiang, Cina, e rappresenta un'importante fonte d'acqua per la regione. 
Le sorgenti del fiume Kaidu si trovano sui pendii centro-meridionali del Tien Shan, da dove scorre per tutto il bacino dello Yulduz e nel bacino dello Yanqi fino al lago Bosten di cui è il principale affluente. Il fiume lascia il lago col nome di Peacock (cinese:孔|雀|河, Kǒng|què|Hé). Il Peacock scorre attraverso il passo della porta di ferro (铁|门|关 ,鐵|門|關, Tiĕ|mén|Guān) nel bacino del Tarim.

## Importanza culturale
In Il viaggio in Occidente il fiume Kaidu viene chiamato Fiume delle sabbie che scorrono ed è il posto in cui l'orco del fiume Sha Wujing terrorizza i villaggi vicini ed i viaggiatori che tentano di attraversare il fiume, prima di diventare un discepolo di Sanzang.

## Insediamenti sul fiume

### Kaidu
- Yanqi

### Peacock
- Tashidian
- Korla